# Dzwon Sylwester
Dzwon Sylwester – polski dzwon kościelny z 1627 o masie 1870 kg nastrojony w tonie „C”. Znajduje się na wieży bazylice kolegiackiej w Przeworsku.

## Opis
Dzwon powstał w 1627 w ludwisarni Władysława z Kurozwęk, pod Tarnowem. Ufundowany został ze składek mieszkańców. Pierwotnie wisiał w dzwonnicy znajdującej się w pobliżu kościoła, pełniącej niegdyś funkcję baszty. W 1777 został przelany przez niemieckich ludwisarzy Jana i Ignacego Lechererów. Sylwester był remontowany w 1910.
Na płaszczu Sylwestra znajduje się następująca inskrypcja:

BUCCINA DIVINAE LAUDIS SUM,

TERRO AVERNO,

TEMPESTATOS POLLO,

POTENTER SONO CAMPERENS,

GEMITU DEFUNCTIS,

ORO QUIATEM EMIPREUM PENETRAT,

VOX CLARA PELUM

W języku polskim tekst ten brzmi:

Jestem tubą Chwały Bożej,

postrachem piekła,

odwracam burze,

potężnie grzmię,

dla zmarłych wypraszam spokój,

mój jasny głos

przenika przestworze niebieskie

Na wieży znajdują się ponadto dzwony Maria, Izdydor i Roman z 1961.
Współcześnie Sylwester bije w najważniejsze święta i uroczystości kościelne i narodowe. Prócz tego dzwon bije w chwilach ważnych dla Przeworska i Polski. Dźwięk dzwonu np. zaalarmował mieszkańców podczas pożaru 25/26 kwietnia 1930.

## Legenda
Po umieszczeniu Sylwestra w dzwonnicy okazało się, że nie wydaje żadnego tonu. Postanowiono wówczas przetopić dzwon. Jednak następnego dnia do miejscowego proboszcza, przybył Antoni, mieszkaniec podprzeworskiej Wojciechówki. Słynął z pobożności, więc gdy dowiedział się o nieszczęściu rozpoczął żarliwą modlitwę. Nagle usłyszano ogromny hałas. Obecni widzieli jak dzwon dostał skrzydeł i wzniósł się ku niebu. Później powrócił na swoje miejsce i od tej pory wydaje czysty, dźwięczny ton.